# Ceruloplazmin
Ceruloplazmin  ali feroksidaza je glikoproteinski plazemski alfa globulin, ki prenaša baker po krvi, poleg tega je pa sodeluje pri presnovi (metabolizmu) železa. V glavnem ga proizvajajo hepatociti kot beljakovino akutne faze, pa tudi nekateri drugi tipi celic, kot npr. limfociti, monociti in makrofagi, nevroni, astrociti, Schwannove celice, pnevmociti ter Sertolijeve celice. Prvič je bil opisan leta 1948.

## Funkcije
Okoli 60 % bakra se prenaša po krvi preko ceruloplazmina, ostali delež pa je vezan bodisi na albumin bodisi v kompleks s histidinom. Ceruloplazmin je tudi encim, ki vsebuje 6 atomov bakra. Ima od bakra odvisno oksidacijsko aktivnost, ki je asociirana z oksidacijo železovih ionov  Fe2+ (fero oblika) v Fe3+ (feri oblika). Na takšen način sodeluje s transferinom, ki lahko prenaša železove ione samo v feri obliki.

## Patologija

### Znižane vrednosti
Kot pri vseh plazemskih proteinih se lahko vrednosti ceruloplazmina zmanjšajo zaradi poškodbe ali bolezni jeter. Jetra so namreč mesto sinteze večine plazemskih proteinov. Primer take bolezni je Wilsonova bolezen, pri kateri se baker kopiči v jetrih in možganih zaradi mutacije gena za protein ATP7B.
Znižane vrednosti se lahko pojavijo tudi pri redki dedni bolezni, imenovani aceruloplazminemija, pri Menkesovi bolezni ter pri prevelikih količinah vitamina C in pomanjkanju bakra v prehrani.

### Povišane vrednosti
Povišane vrednosti ceruloplazmina v krvi lahko nakazujejo na:
- nosečnost,
- limfom,
- akutno ali kronično vnetje,
- revmatoidni artritis,
- angino[7]
- Alzheimerjevo bolezen,[8]
- shizofrenijo,[9]
- obsesivno kompulzivno motnjo.[10]